# 鈴木霞
鈴木霞（1990年6月21日—）是一位出身於日本神奈川縣的女演員，為Ever Green Entertainment所屬。

## 簡介
首演作品是於2001年公演的音樂劇《美少女戰士》。而在2003年播映的特攝作品《爆龍戰隊暴連者》則是她首套參演的電視作品。

## 演出作品

### 電視劇及特攝作品
- 爆龍戰隊ABARANGER（朝日電視台、2003年 - 2004年）飾演黎明使徒RIJE／神秘少女。
  - 「劇場版 爆龍戰隊ABARANGER DELUXE　」
  - Drama CD：爆龍戰隊ABARANGER
- 很喜歡!五胞胎6（東京廣播公司、2004年）飾演竹內由佳。
- 爺爺2～與孫兒一起的夏天～（第3集）（日本放送協會、2005年）嘉賓主演出。
- 幪面超人KABUTO（朝日電視台、2006年）飾演WORM（幼蟲體）／小林惠子。
- P&G Pantene Drama Special「永遠的1.8秒」（富士電視台、2007年）。
- 死神的歌謠（東京電視台、2007年）。
- 我們的教科書（富士電視台、2007年）飾演山田加壽子。
- 偵探學園Q（電視連續劇版，第4、5集）（日本電視台、2007年）飾演朝吹麻耶。
- 紅線（富士電視台、2008年）飾演中西優梨。
- 電視劇8藝能社（NHK1seg2、2009年）飾演德川直美。
- 新參者（第3集）（TBS電視台、2010年）。
- 名偵探柯南特備劇3[[[Wikipedia:格式手册/链接#章節|錨點失效]]]（讀賣電視台、2011年4月15日）飾演和倉美沙。
- 幪面超人Fourze（第25、26集）（朝日電視台、2012年）飾演德田彌生／聲演髮座Zodiarts。
- （第4集）（關西電視台、2013年）飾演早苗。

### 其他電視節目
- One-Night Rock'n Roll（富士電視台、綜藝節目）飾演KASUMI。
- SDM發Love（富士電視台、2004年）。
- CS發！美少女箱（富士電視台、2004年）。
- IDOL「獨斷與偏見」情報局（第44號）（Sky PerfecTV! 371頻道、2007年）。

### 電影
- （東映VIDEO、2005年3月19日公映）聲音演出。
- 鬼太郎（真人版）（松竹、2007年4月28日公映）飾演田中愛。
- 紅線（2008年12月公映）飾演中西優梨。
- 怪談新耳袋 怪奇（2010年9月公映）飾演永瀨晴美。
- 假面騎士Fourze THE MOVIE 大家的宇宙來了!（預定於2012年8月4日公映）飾演德田彌生（友情演出）。

### 音樂劇及舞台劇
- 美少女戰士 飾演MANA。
  - 「誕生!黑暗的Princess Black Lady」（2001年）
  - 「改訂版」（2002年）
- 小魔女Kids之「X'mas Special Stage」（2002年）飾演春風Doremi。
- Wentz瑛士×小池徹平
  - WaT Entertainment Show2004 Vol 1及Vol 2（2004年）
  - WaT Entertainment Show2006 Vol 4（2006年）
- Air Studio Produce公演
  - 「PLACE」（2004年）
  - 「GO! JET! GO! GO!」（2005年）
  - 「SAKURA」（2006年）
  - 「Legend～風中之塵～」（2007年）
  - 「DARKNESS GATE」（2008年）
  - 「SAKURA」（2011年）
  - 「PRIDE」（2013年）
- 劇團☆新感線「吉原御免狀」（2005年）。
- Reset Limit「Delusion! Prisoner!」（2014年）

### 廣告
- 固力果乳業「早餐蘋果酸奶」（2004年）
- KDDI au「全手機鈴聲」（2005年）
- 鹽野義製藥（2005年）
- NITORI 梳化（2005年）
- NTT DoCoMo東海（2006年）
- Bourbon（2010年）

### V Cinema
- 爆龍戰隊ABARANGER VS HURRICANEGER（2004年）飾演黎明使徒RIJE。
- 特搜戰隊DEKARANGER VS ABARANGER（2005年）飾演女侍應。

### 寫真集
- 鈴木霞數碼寫真集
  - 「明天」（2006年3月22日發售）
  - 「妖精的下午」（2007年2月27日發售）

### 其他演出
- CD
  - 鈴木霞與Hermies Crab（日本CROWN、2004年7月28日；CRCP-541）（首張CD作品）
  - Doll's Vox（環球音樂、2005年8月10日；UPCH-5327、CD+DVD）
- DVD
  - WaT LIVEDVD（2006年）飾演杉內英美。
- OVA
  - Tatsunoko 40周年紀念作品「鴉 -KARAS-」（Tatsunoko、2005年-2007年）聲演。

## 外部連結
- 官方網站
- 鈴木霞的部落格